# Chrysobothris azurea
Chrysobothris azurea är en skalbaggsart som beskrevs av Leconte 1857. Chrysobothris azurea ingår i släktet Chrysobothris och familjen praktbaggar. Inga underarter finns listade i Catalogue of Life.